# Memorandum Kozaka

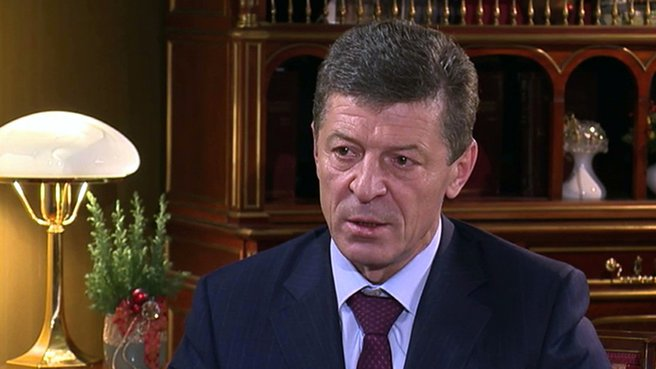
Dmitrij Kozak

Memorandum Kozaka – projekt uregulowania konfliktu o status Naddniestrza poprzez zmianę konstytucji Mołdawii i przekształcenia jej w państwo federacyjne. Jego podmiotami miały być autonomiczne Naddniestrze oraz Gagauzja. Treść dokumentu została wynegocjowana przez przedstawicieli Kiszyniowa, nieuznawanego państwa naddniestrzańskiego, Rosji, Ukrainy i OBWE. Memorandum Kozaka zostało ostatecznie odrzucone w dniu planowanego podpisania, 25 listopada 2003, przez prezydenta Mołdawii Vladimira Voronina.
Nieoficjalna nazwa dokumentu odnosi się do osoby rosyjskiego dyplomaty i uczestnika procesu negocjacyjnego Dmitrija Kozaka.

## Okoliczności powstania i treść

### Negocjacje mołdawsko-naddniestrzańskie
Naddniestrze od wojny w 1992 r. funkcjonuje de facto jako niepodległe państwo, nie mając jednak legitymacji międzynarodowej. Władze Mołdawii stoją natomiast konsekwentnie na stanowisku, że jego terytorium jest częścią ich kraju i powinna być nad nim przywrócona kontrola Kiszyniowa. 

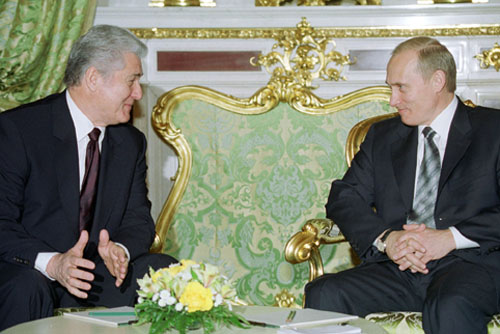
Władimir Putin i Vladimir Voronin

W lutym 2003 z inicjatywy prezydenta Mołdawii Vladimira Voronina utworzona została Wspólna Komisja Konstytucyjna, w skład której weszli przedstawiciele Mołdawii oraz nieuznawanego na arenie międzynarodowej Naddniestrza, w celu przygotowania projektu nowej konstytucji Mołdawii jako federacji; zmiana ustroju państwowego Mołdawii miała zakończyć konflikt o status Naddniestrza. Jako że już po kilku miesiącach prace komisji utknęły z powodu sporów o podstawowe kwestie, Voronin poprosił prezydenta Rosji Władimira Putina o wyznaczenie rosyjskiego mediatora, doskonale znającego mołdawską konstytucję. Wskazany został Dmitrij Kozak, zastępca szefa administracji prezydenta Federacji Rosyjskiego i były ambasador rosyjski w Mołdawii. Kozak kontaktował się z przedstawicielami władz mołdawskich i naddniestrzańskich, przedstawiał stanowisko Kiszyniowa władzom rosyjskim, o całej sprawie natomiast, czego domagała się zarówno strona mołdawska, jak i naddniestrzańska, nie poinformowano OBWE ani Ukrainy. Opracowany przez Kozaka wstępny projekt zakładał przekształcenie Mołdawii w federację z jednym podmiotem – Naddniestrzańską Republiką Mołdawską, która zachowałaby odrębny budżet, konstytucję, system podatkowy i władze ustawodawczą, wykonawczą i sądowniczą. Gagauzja miała natomiast zachować dotychczasowy status „autonomicznej jednostki terytorialnej o specjalnym statusie prawnym”. Język mołdawski (rumuński) miał pozostawać jedynym językiem państwowym, natomiast język rosyjski miał uzyskać status „języka oficjalnego”. Dodatkowo Naddniestrze i Gagauzja miałyby uzyskać prawo do nadania takiego statusu kolejnym językom w obrębie swojego terytorium. Przewidywano, że władzę ustawodawczą w Mołdawii będzie sprawował dwuizbowy parlament złożony z 71-osobowej izby niższej (deputowani wybierani według systemu proporcjonalnego w jednym, ogólnokrajowym okręgu) oraz 26-osobowego senatu (13 senatorów mołdawskich, 8 naddniestrzańskich i 5 gagauskich). W obu izbach miałaby obowiązywać kwalifikowana większość głosów. Premier Mołdawii miał być zatwierdzany przez senat, a dwóch jego zastępców miałyby wskazywać lokalne parlamenty Gagauzji i Naddniestrza. Projekt Kozaka przewidywał, że parlament naddniestrzańskiej autonomii będzie dodatkowo zatwierdzał wszystkie umowy międzynarodowe zawierane przez Mołdawię, które w jakiś sposób wpływałyby na Naddniestrze.

### Projekt Rosji, Ukrainy i OBWE

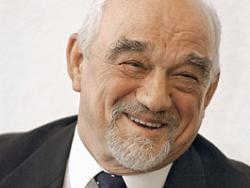
Igor Smirnow

Po dwóch miesiącach prac (lipiec-wrzesień 2003) Kiszyniów uznał, że oczekiwania Naddniestrza są wygórowane, a stanowisko to poparła Moskwa. Z kolei władze w Tyraspolu z Igorem Smirnowem na czele były przekonane, że ich oczekiwania są lekceważone. Dlatego odmówiły dalszego udziału w rozmowach trójstronnych i zażądały ich kontynuowania z udziałem Ukrainy i OBWE. Spotkanie pięciu stron w Zagrzebiu w końcu września 2003 również nie przyniosło porozumienia. Nowy projekt opracowany został w połowie października po spotkaniu negocjatorów z Rosji, Ukrainy i OBWE w Kijowie – w nim jedyną kwestią nierozstrzygniętą pozostała sprawa języków urzędowych. Projekt firmowany wspólnie przez trzy podmioty w niewielkim stopniu różnił się od pierwszego dokumentu przedłożonego przez Kozaka. Przy jego opracowywaniu uwzględniono sugestie Komisji Weneckiej co do bardziej jednoznacznego rozgraniczenia kompetencji władz federalnych i władz naddniestrzańskiej autonomii. Przewidziano urząd prezydenta federacji, dwuizbowy parlament i rząd federalny. Mołdawia miała zostać zdemilitaryzowana, przewidywano dla niej gwarancje międzynarodowe, które miały zostać doprecyzowane w toku nowych rozmów pod patronatem OBWE. Prezydentów Mołdawii i Naddniestrza zaproszono następnie na spotkanie pięciostronne, podczas którego mieli przedstawić własne propozycje poprawek. Ani Voronin, ani Smirnow nie przyjęli jednak zaproszenia. OBWE bez powodzenia przekonywała Voronina do projektu; Rosja uznała postawę Smirnowa za afront. Przekonawszy się, że Moskwa nie zamierza popierać ich stanowiska, naddniestrzańscy przywódcy zmienili postawę. Poprosili o powrót do pierwotnego formatu rozmów, a w listopadzie 2003 udali się na konsultacje do stolicy Rosji. W tym samym miesiącu powstała ostateczna wersja memorandum Kozaka – parafowany przez Voronina i Smirnowa dokument przedstawiający ogólne zasady funkcjonowania przyszłej federacji mołdawskiej.

### Treść memorandum Kozaka
W porównaniu z poprzednimi propozycjami memorandum Kozaka różniło się przede wszystkim podniesieniem statusu Gagauzji, która stawała się drugim podmiotem federacji. Na korzyść Naddniestrza zmieniono liczbę senatorów, dodając Tyraspolowi jednego przedstawiciela więcej kosztem reprezentantów Gagauzji. Miały funkcjonować trzy okręgi w wyborach do parlamentu. Naddniestrze i Gagauzja miały być proporcjonalnie reprezentowane w rządzie federalnym. Przynajmniej w okresie przejściowym, który miał trwać do 2015, oba podmioty federacji miałyby szerokie możliwości blokowania ustaw federalnych, podczas gdy Kiszyniów nie miałby możliwości ingerowania w ich sprawy wewnętrzne.
Rosja spodziewała się szybkiego podpisania dokumentu, który w ocenie Janusza Solaka gwarantował jej utrzymanie wpływów w Mołdawii, potencjalnie utrudniał Kiszyniowowi integrację z Europą, zapewniał też Naddniestrzu przetrwanie. Moskwa podkreślała, że dokument był współtworzony przez OBWE i cieszył się aprobatą organizacji. Zadowolenie z memorandum wyrażał początkowo także Voronin, który nazywał je „realistycznym kompromisem”. Dodatkowe żądania wysuwał natomiast Smirnow, który pragnął, by w Naddniestrzu pozostał rosyjski kontyngent wojskowy, a język rosyjski był drugim urzędowym językiem Mołdawii.

## Odrzucenie memorandum Kozaka
Vladimir Voronin w ostatniej chwili, w dniu planowanego podpisania memorandum, tj. 25 listopada 2003, wycofał swoje poparcie dla dokumentu. Na decyzję tę wpłynęła misja OBWE w Kiszyniowie razem ze specjalnym przedstawicielem USA, informując prezydenta Mołdawii o tym, że nie wszyscy członkowie organizacji aprobowali treść memorandum. W szczególności podkreślono niechęć USA do memorandum Kozaka, wskazano, że jego podpisanie może zaszkodzić integracji Mołdawii z Europą. Obok nacisku państw zachodnich na Voronina wpłynęły protesty społeczne. Już w 2004 Mołdawia, w odpowiedzi na nowe sugestie negocjatorów z OBWE, Ukrainy i Rosji, przedstawiła zupełnie odmienny projekt uregulowania kwestii naddniestrzańskiej, przede wszystkim ograniczający kompetencje parlamentów Gagauzji i Naddniestrza. Odpowiedzią Tyraspola było stwierdzenie, że Naddniestrze nadal było zainteresowane podpisaniem memorandum Kozaka, ewentualnie utworzeniem „wolnej federacji dwóch równoprawnych podmiotów”.